# Tanytarsus tricuspis
Tanytarsus tricuspis är en tvåvingeart som beskrevs av Tokunaga 1964. Tanytarsus tricuspis ingår i släktet Tanytarsus och familjen fjädermyggor. Inga underarter finns listade i Catalogue of Life.